# Chet Culver
Chester John Culver, detto Chet (Washington, 25 gennaio 1966), è un politico statunitense, Governatore dell'Iowa dal 2007 al 2011.

## Biografia
Figlio dell'ex deputato e senatore John Culver, si è diplomato nel Maryland nel 1984 ed in seguito ha ottenuto la laurea in scienze politiche al Virginia Polytechnic Institute and State University. Dopo aver lavorato come lobbista dal 1989 al 1990 si è trasferito in Iowa dove ha studiato giurisprudenza alla Drake University: non ottenne la laurea, ma conseguì un master in scienze dell'educazione.

## Carriera politica

### Segretario di Stato dell'Iowa (1999-2007)
Dopo aver lavorato come insegnante ha iniziato la sua carriera politica all'interno del Partito Democratico, venendo eletto segretario di Stato dell'Iowa nel 1999. Culver, con soli 32 anni al momento dell'elezione, ha rappresentato il più giovane Segretario di Stato mai eletto nello Stato dell'Iowa.

### Governatore dell'Iowa (2007-2011)
Nel 2006 si candida come governatore dello Stato: vinte con scarso margine le primarie democratiche (in cui ottenne il 39% dei voti), Culver bissa il successo alle elezioni generali con il 54% dei consensi contro il 44% del repubblicano Jim Nessie e viene eletto. Assume le funzioni di Governatore dell'Iowa il 12 gennaio 2007. Inoltre, nel 2008 è stato eletto per i successivi due anni rappresentante federale della Democratic Governors Association, l'organizzazione che riunisce i governatori democratici. Nello stesso anno Culver ha appoggiato la candidatura di Barack Obama alle primarie presidenziali in vista delle imminenti elezioni politiche.

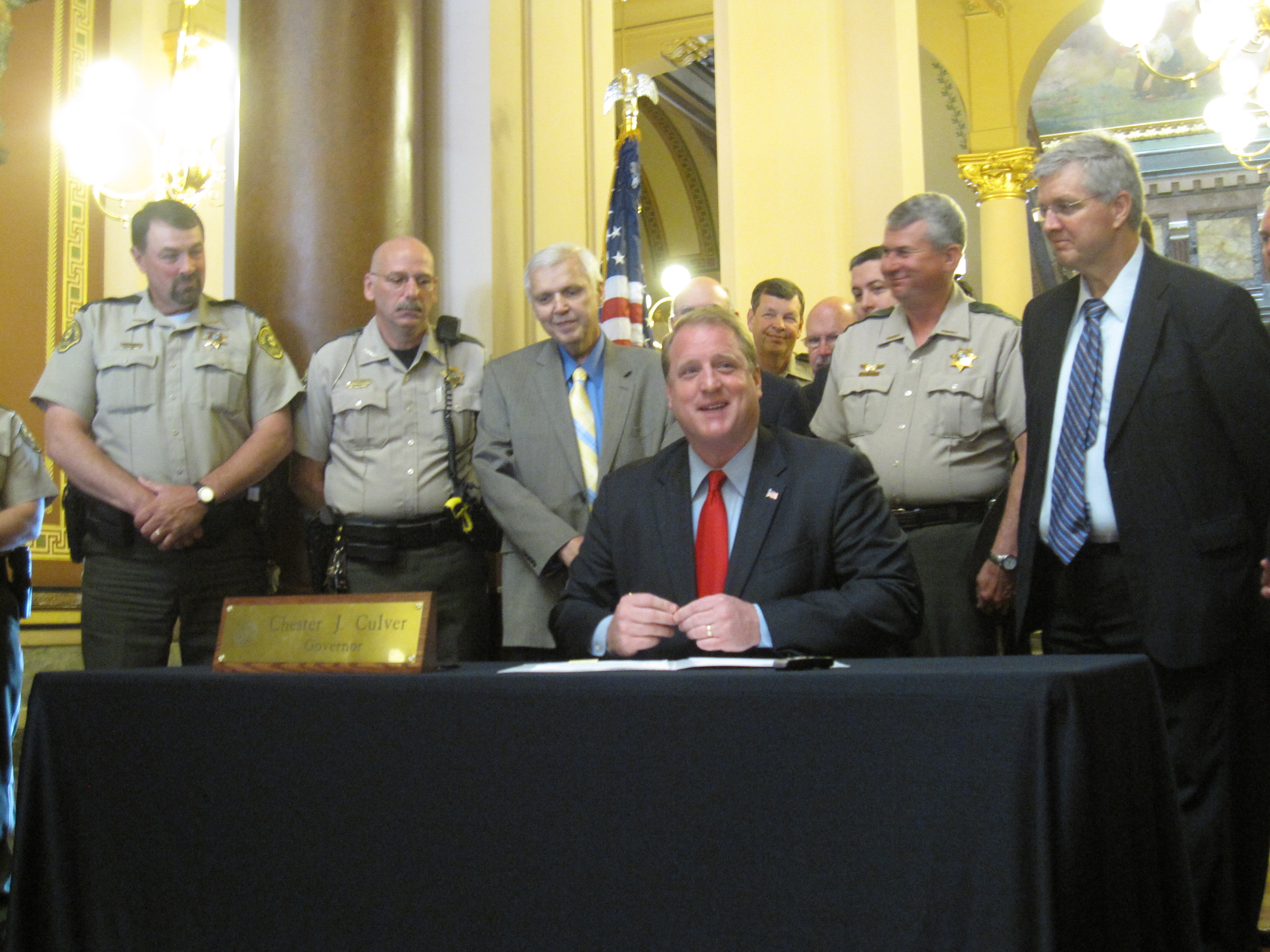
Il Governatore dell'Iowa Chet Culver firma una legge il 28 aprile 2010.

Culver si ricandida per un secondo mandato da Governatore alle elezioni governatoriali del 2010, ma viene sconfitto dal ticket repubblicano formato dall'ex omologo Terry Branstad con la Vicegovernatrice Kim Reynolds, coppia che totalizza il 53% dei consensi contro il 43% del ticket di Culver.
Culver, ad oggi, rappresenta l'ultimo Governatore dell'Iowa appartenente al Partito Democratico.

### Membro del CDA della FAMC (2012-)
Nel 2012, il Presidente degli Stati Uniti d'America Barack Obama ha nominato Culver membro del consiglio di amministrazione della Federal Agricolture Mortgage Corporation (FAMC), un'azienda federale che si occupa di gestire i prestiti nell'ambito dell'agricoltura. 

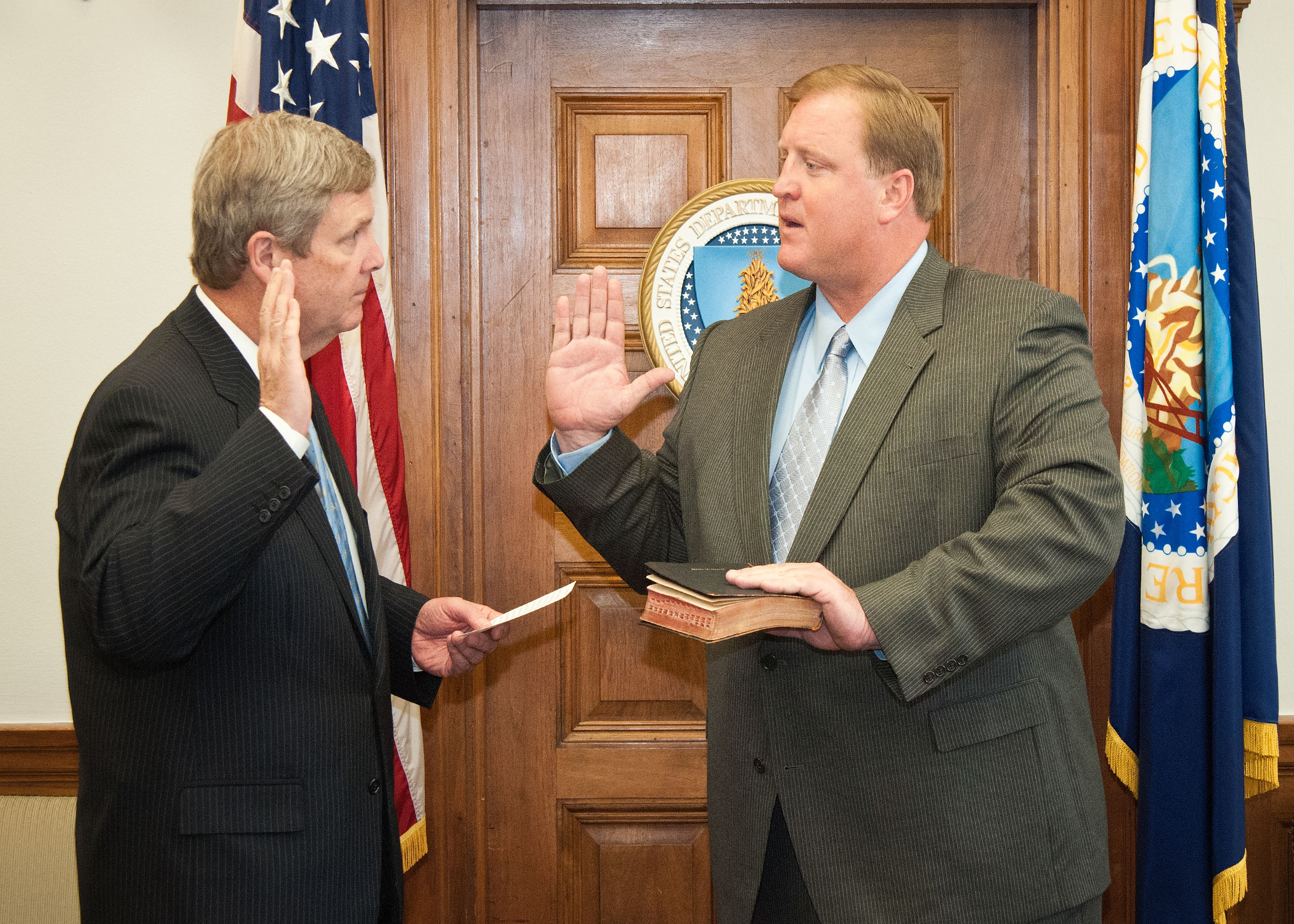
Chet Culver si insedia nel 2012 come membro del CDA della Federal Agricoltural Mortgage Corporation, giurando al cospetto del Segretario dell'Agricoltura degli Stati Uniti d'America Tom Vilsack.

Culver ricopre la carica fino al 2019, e nel 2021 il nuovo Presidente degli Stati Uniti d'America Joe Biden ha rinominato Culver per la stessa carica nella FAMC, nomina approvata dal Senato il 18 maggio 2022. Culver è attualmente in carica ed è entrato a far parte del CDA il 23 maggio 2022.